# 크리스 시프렛

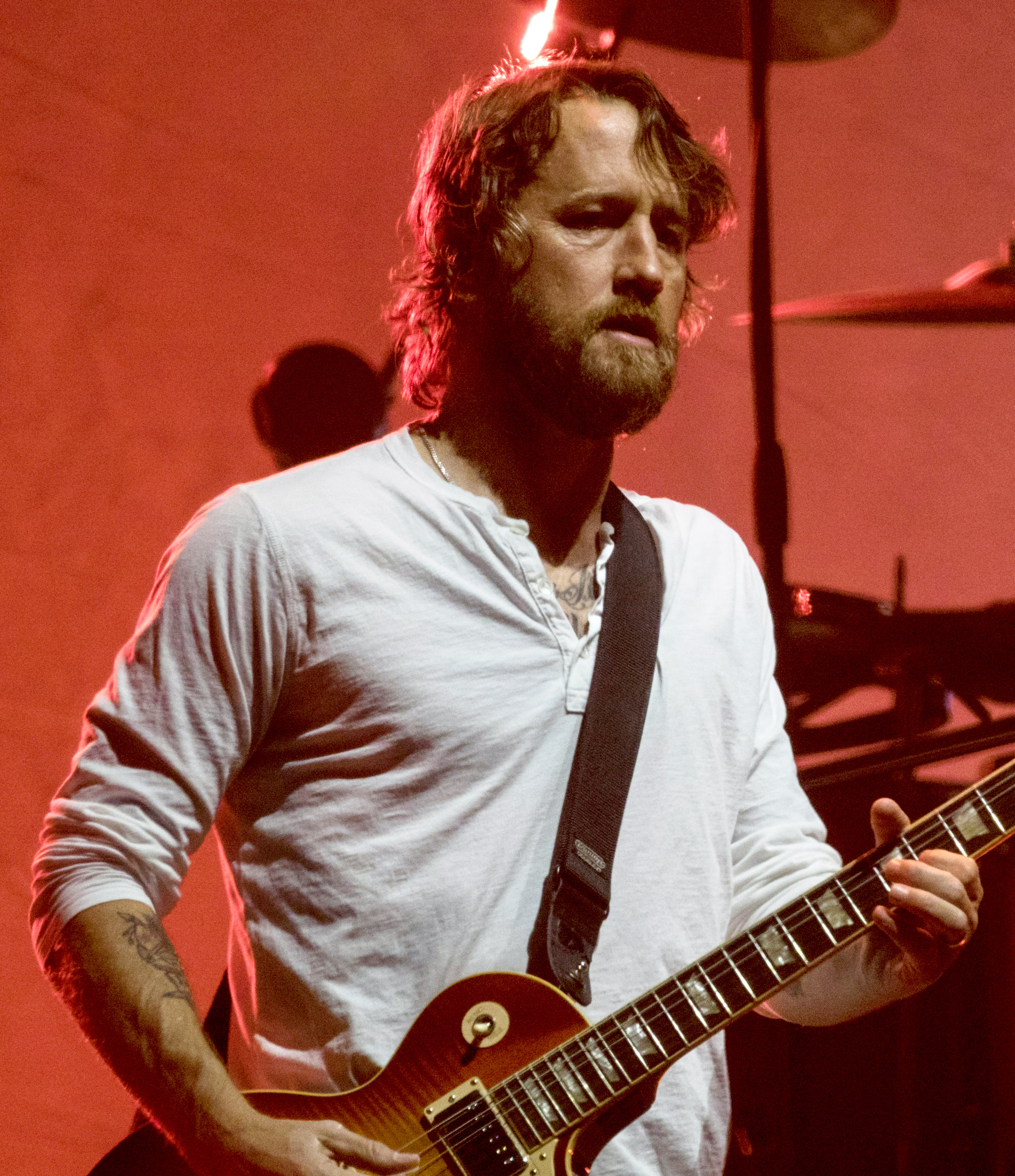
크리스 시프렛

크리스토퍼 오브리 시프렛(Christopher Aubrey Shiflett, 1971년 5월 6일 ~ )은 미국의 기타리스트이다. 푸 파이터스의 세 번째 음반 《There Is Nothing Left to Lose》가 발매되고 얼마 후에 푸 파이터스에 합류하였으며, 그 전에는 노 유즈 포 어 네임의 기타리스트를 맡고 있었다.
크리스의 형인 스콧 시프렛은 현재는 해체한 펑크 록 밴드 페이스 투 페이스의 멤버였으며, 현재는 비바 데스의 멤버이다. 결혼하였으며, 리암이라는 아들을 두고 있다.